# 所有男人都是恋童癖吗？
《所有男人都是恋童癖吗？》（英語：Are All Men Pedophiles?）是由荷兰媒体制作人让·威廉·布鲁勒于2012年拍摄的一部纪录片。本片由14岁的模特儿萨凡纳·凡·斯维登（Savannah van Zweeden）主演，主要探讨恋童与恋少年问题。整部电影的制作预算由私人募资筹集，主要由时年23岁的让·威廉·布鲁勒提供，剩余部分由海牙皇家艺术学院赞助。
《所有男人都是恋童癖吗？》于2012年3月2日在美国纽约市的皇后世界电影节（Queens World Film Festival）上首映。随后，该片也在多个电影节上映。

## 剧情概要
这部纪录片探讨了所谓的“恋童癔症（Pedophilia Hysteria）”，并认为这是针对男性的一种“猎巫行动”。此外，该片也认为社会为了保护儿童，已经开始孤立男性。这部纪录片表明所有男性都被视为潜在的恋童癖，并从政治和社会角度审视了这一假设所导致的后果。
电影的宣传词是“18岁不过是个数字（Eighteen Is Just A Number）”，这表达了电影的主旨，即所有男性都是恋少年者——电影用“恋少年者”来指代对青春期后的少年有性冲动的人，并认为社会不应将其与真正的恋童混为一谈，因为“恋童”是指性偏好上主要受到青春期发育前儿童的性吸引。
本片从文化和专业的角度来看待恋童问题，并采访了包括神经学家、心理学家、性学家和模特星探（Model-Scouts）在内的专业人士。本片的合作者有神经学家迪克·斯瓦布、法庭心理学家科琳·德·鲁特、国际模特星探金娜·露·多米诺（Jinnah Lou Domino）和慈爱、自由与多元化党前发言人莫登恩·奥特博哈兹（Marthijn Uittenbogaard）等。

## 反响评论
这部纪录片得到了国际性与癌症学会（International Society for Sexuality and Cancer）联合创始人兼理事会成员沃尔特·季诺顿（Woet Gianotten）的赞同。为了回应纪录片中关于萝莉塔的观点（萝莉塔风尚亚文化表达了对青少年的物化和欲化，以及恋少年在文化上是被接受的），一些萝莉塔风尚爱好者在Change.org发布请愿，指出萝莉塔风尚只是一种时尚和自我表达，而非关于性的亚文化，并要求澄清电影中这一错误观点。
与纪录片中认为男人都是恋少年者的观点不同，迈克尔·司徒认为恋少年者喜欢的是已进入青春期、但身体尚未成熟的孩子，而大部分男人并不属于这一类，因为他们更喜欢年轻的成年人（其中也有少部分更喜欢青春期后期的青少年）。同样地，社会学家萨拉·古德（Sarah Goode）指出，虽然青少年吸引男人是“非常正常”的，但是不是所有的男人都会被这个年龄段的人所吸引。司徒还指出，和成年男人发生性行为的大龄青少年更容易受到伤害，因为后者在情感发育和社交经验上要远远少于自己的成年伴侣，这导致她们更容易被操控或剥削。
纪录片的其中一版海报采用了一个14岁少女模特的形象，不过她的照片比她的年纪看上去要大，海报上还写着宣传词“你觉得我有吸引力么？”。让·威廉·布鲁勒表示，他选择一个年轻的模特来“使人们直面这个问题”，并补充道，对于普通男人，“她有吸引力”。但是根据BuzzFeed的报道，这名模特表示她被欺骗了，因为她被告知这张照片是用于展示日本时尚，而不是推销一部恋童癖电影。然而布鲁勒否认了这个指责，说这个模特的照片会用于宣传目的，这个用途已经写在她的授权表格里了。
BuzzFeed的影评认为让·威廉·布鲁勒的影片没有一个“明确的政治诉求”，因为该文的作者认为布鲁勒就是否应该变更西方世界的同意年龄表现得很谨慎。而协作女权主义博客评论道，“他只是觉得十几岁的女孩很火辣，而且不想让你认为这很恶心，好么？”杂志《一伙儿》的布兰德·维多利安（Brande Victorian）指出，片中声称不能强求成年男性拒绝未成年人的性吸引力，这实际上是一种刻板印象，即“男人不能控制自己性欲望”。

## 奖项和提名
《所有男人都是恋童癖？》获得了荷兰性学协会（Dutch Sexology Association）颁发的2012年度性学传媒大奖（Sexology Media Prize）。